# フェデリコ・ビラール
フェデリコ・ビラール・バウデーナ（Federico Vilar Baudena、1977年3月30日 - ）は、アルゼンチン・ブエノスアイレス州出身の元サッカー選手。現役時代のポジションはGK。イタリア系移民である。

## 経歴
ボカ・ジュニアーズの下部組織出身で、1993年から2000年までプレーした。2002年にメキシコに渡って2部のクラブでプレーした。2003年、アトランテFCに移籍した。
アルゼンチン代表としては、2009年3月28日のベネズエラ戦、4月1日のボリビア戦に招集されたが、試合出場はできなかった。

## 人物
ゴールキーパーだが、サッカー選手だった父と同じ背番号"3"を着けていた。またフリーキックを得意とし、アトランテでの5シーズンで4得点を挙げた。アトランテではキャプテンを務めた。

## 所属クラブ
- 2000-2002  Almirante Brown de Arrecifes
- 2002  Zitácuaro
- 2003  アカプルコ
- 2003-2010  アトランテFC
- 2010-2013  モナルカス・モレリア
- 2014-2015  CFアトラス
- 2016  クラブ・ティフアナ

## タイトル
- アトランテFC
  - アペルトゥーラ2007
  - アペルトゥーラ2007 最優秀GK賞
  - CONCACAFチャンピオンズリーグ 2008-2009

- モナルカス・モレリア
  - スーパーリーガ 2010
  - アペルトゥーラ2013